# Perry Mason (telessérie de 2020)
Perry Mason é uma série de televisão americana de drama histórico baseado no personagem de mesmo nome criado por Erle Stanley Gardner que estreou em 21 de junho de 2020, na HBO. A série foi desenvolvida e escrita por Rolin Jones e Ron Fitzgerald e estrelada por Matthew Rhys no papel titular. Em julho de 2020, a série foi renovada para uma segunda temporada.
Apesar de ser aclamada pela crítica e bem-sucedida no circuito de premiações, Perry Mason foi cancelada após duas temporadas, decisão tomada pela HBO em junho de 2023.

## Premissa
A série se concentra na história de origem do famoso advogado de defesa Perry Mason. Em 1932, Los Angeles está prosperando enquanto o resto dos Estados Unidos se recupera das garras da Grande Depressão. O investigador particular Perry Mason está lutando contra o trauma da Grande Guerra e por estar divorciado. Ele é contratado para um sensacional julgamento de sequestro de crianças; sua investigação resulta em consequências importantes para Mason, aqueles ao seu redor e líderes locais.

## Elenco

### Principal
- Matthew Rhys como Perry Mason
- Juliet Rylance como Della Street
- Chris Chalk como Paul Drake
- Shea Whigham como Pete Strickland
- Tatiana Maslany como Irmã Alice McKeegan
- John Lithgow como Elias Birchard "E.B." Jonathan

### Recorrente
- Gayle Rankin como Emily Dodson
- Nate Corddry como Matthew Dodson
- Veronica Falcón como Lupe Gibbs
- Jefferson Mays como Virgil Sheets
- Andrew Howard como Joe Ennis
- Eric Lange como Gene Holcomb
- Robert Patrick como Herman Baggerly
- Stephen Root como Maynard Barnes
- Lili Taylor como Birdy McKeegan
- Matt Frewer como Juiz Fred Wright
- Diarra Kilpatrick como Clara Drak
- David Wilson Barnes como Elder Brown
- Taylor Nichols como Elder/Deacon Eric Seidel
- Aaron Stanford como George Gannon
- Molly Ephraim como Hazel Prystock
- Gretchen Mol como Linda Mason
- Jenny O'Hara como June Pitlick
- Justin Kirk como Hamilton Burger[6]
- Michael McMillian como Oliver Fogg
- Todd Weeks como Jim Hicks
- Andrew Divoff como Al Howard

## Episódios
| N.º na série | N.º na temp. | Título      | Dirigido por        | Escrito por                                   | Exibição original      | Audiência nos Estados Unidos (milhões) |
| ------------ | ------------ | ----------- | ------------------- | --------------------------------------------- | ---------------------- | -------------------------------------- |
| 1            | 1            | "Chapter 1" | Tim Van Patten      | Rolin Jones & Ron Fitzgerald                  | 21 de junho de 2020    | 0,884                                  |
| 2            | 2            | "Chapter 2" | Tim Van Patten      | Rolin Jones & Ron Fitzgerald                  | 28 de junho de 2020    | 0,799                                  |
| 3            | 3            | "Chapter 3" | Tim Van Patten      | Rolin Jones & Ron Fitzgerald                  | 5 de julho de 2020     | 0,850                                  |
| 4            | 4            | "Chapter 4" | Deniz Gamze Ergüven | Steven Hanna & Sarah Kelly Kaplan             | 12 de julho de 2020    | 0,711                                  |
| 5            | 5            | "Chapter 5" | Deniz Gamze Ergüven | Eleanor Burgess                               | 19 de julho de 2020    | 0,884                                  |
| 6            | 6            | "Chapter 6" | Deniz Gamze Ergüven | Kevin J. Hynes                                | 26 de novembro de 2020 | 0,959                                  |
| 7            | 7            | "Chapter 7" | Tim Van Patten      | Howard Korder                                 | 2 de agosto de 2020    | 1,038                                  |
| 8            | 8            | "Chapter 8" | Tim Van Patten      | Rolin Jones & Ron Fitzgerald & Kevin J. Hynes | 9 de agosto de 2020    | 1,115                                  |

## Produção

### Desenvolvimento
Em 15 de agosto de 2016, foi relatado que a HBO estava desenvolvendo uma série dramática baseada nas histórias de Perry Mason escritas por Erle Stanley Gardner. A produção era esperada para ser escrita por Nic Pizzolatto, que também foi definido como produtor executivo ao lado de Robert Downey Jr. e Joe Horacek. A empresa de produção envolvida com a série é a Team Downey. Em 25 de agosto de 2017, foi anunciado que Pizzolatto havia saído da produção para se concentrar na terceira temporada de True Detective e que ele estava sendo substituído como escritor do projeto por Rolin Jones e Ron Fitzgerald. O revival da HBO e a reinicialização adaptaram seu cenário para a era da Grande Depressão de Los Angeles, cerca de vinte anos antes do programa da CBS (mas em linha com os primeiros romances de Gardner).
Em 14 de janeiro de 2019, foi anunciado que a HBO havia dado um pedido de produção como uma série limitada. Foi ainda anunciado que Jones, Fitzgerald, Susan Downey e Amanda Burrell serviriam como produtores executivos adicionais, que Matthew Rhys serviria como produtor e que a produção estava em processo de contratação de um diretor. Jones e Fitzgerald também atuam como apresentadores da série. Em março, Tim Van Patten foi anunciado como diretor e produtor executivo. Em 22 de julho de 2020, foi revelado que a HBO decidiu transformar Perry Mason em uma série regular, renovando-a para uma segunda temporada.

### Seleção de elenco
Juntamente com o anúncio de desenvolvimento inicial, foi confirmado que Robert Downey Jr. estrelaria como o titular Perry Mason. Em 25 de julho de 2018, foi relatado que Downey havia desistido do papel devido à sua programação de filmes e que uma busca por seu substituto estava em andamento. Em 14 de janeiro de 2019, foi anunciado que Matthew Rhys havia sido escalado para substituir Downey.Tatiana Maslany se juntou ao elenco em abril.John Lithgow foi adicionado ao elenco em maio. Em junho, Chris Chalk e Shea Whigham foram escalados para os papéis principais, com Nate Corddry, Veronica Falcón, Jefferson Mays, Gayle Rankin e Lili Taylor em papéis recorrentes. Juliet Rylance, Andrew Howard, Eric Lange, Robert Patrick e Stephen Root se juntaram em julho. Justin Kirk foi adicionado em outubro. No "Capítulo 5", o filho da vida real de John Lithgow, Ian Lithgow, aparece como Byron Jonathan, E.B., filho de Jonathan.

## Recepção

### Crítica
No site do agregador de resenhas Rotten Tomatoes, a primeira temporada tem um índice de aprovação de 76% com base em 83 resenhas, com uma classificação média de 7,38/10. O consenso dos críticos do site diz: "Cheio de performances de alto nível e pingando em grande estilo, o atraente mistério Perry Mason mais do que compensa sua história um tanto confusa." No Metacritic, a temporada tem uma pontuação média ponderada de 68 em 100, com base em 39 críticos, indicando" críticas geralmente favoráveis ".
Ben Travers, do IndieWire, disse que a primeira temporada é "construída com confiança, paciência e uma voz calibrada para o público de hoje" e deu-lhe um "B +", escrevendo: "Perry Mason também é um feito visual surpreendente para seus enquadramentos específicos  como sua construção global. Há imagens impressionantes de um perfil totalmente escuro e luxuosas fotos externas de locações reais de Los Angeles. Em alguns programas, conversas íntimas entre duas pessoas podem colidir com as cenas mais grandiosas ... Mason tem a intuição (e o orçamento) não apenas para equilibrar opulência visual com momentos menores e privados, mas para combiná-los."

### Audiência
Com 1,7 milhão de telespectadores em todas as plataformas, mais de Watchmen (1,5 milhão) e The Outsider (1,2 milhão), a estreia de Perry Mason foi a mais forte de qualquer série da HBO em dois anos.